# Sens rationnel de la souffrance
Le sens rationnel de la souffrance est une doctrine théologique dans l'islam qui stipule que Dieu fait toujours le bien, et est tenu de tout faire pour le mieux, à ne pas confondre avec la question de la théodicée.
Cette doctrine, tirée des enseignements mu'taziles, a été rapportée par Taqî ad-Dîn As-Soubkî. Elle met en scène un débat entre Abu 'Ali Al-Jubbâ'i, un éminent théologien mu'tazile, et Abou Hassan al-Ach'ari, qui était alors son élève.
Selon l'histoire, al-Ach'ari se séparera par la suite du mu'tazilisme, fit une nouvelle doctrine, du fait qu'Abu 'Ali Al-Jubbâ'i n'a pas su lui répondre.

## Doctrine
Elle se présente comme telle : 

« Abou Hassan posa le problème suivant à son maître :
« Supposons qu'il y a trois frères, l'un meurt adulte dans l'obéissance de Dieu ; le second meurt adulte dans la désobéissance ; le troisième meurt enfant. Qu'adviendra-t-il d'eux ? »
Abu 'Ali Al-Jubbâ'i lui répondit : « Le premier est récompensé par le paradis, le second est puni par l'Enfer, le troisième n'est ni récompensé ni puni ! »
« Soit ! » Rétorqua Abû Hasan al-Ach'ari, « mais si le troisième dit : Ô Seigneur, pourquoi m'as-tu laissé mourir étant enfant et ne m'as-tu pas laissé vivre pour que je T'obéisse et entrer au paradis ?. Que lui dira le Seigneur ? »
Abu 'Ali Al-Jubbâ'i répondit : « Le Seigneur lui dira : Je sais que si tu avais grandi, tu aurais désobéi et serais entré en Enfer ; aussi le mieux pour toi a été de mourir enfant ! ».
Abou Hasan al-Ach'ari reprit alors : « Et si le deuxième dit : Ô Seigneur, pourquoi ne m'as-tu pas laissé mourir enfant, je ne serais pas entré en Enfer. Que dira le Seigneur ? »
Abu 'Ali Al-Jubbâ'i resta muet ! »